# Campionato CONCACAF 1963
Il Campionato CONCACAF 1963 è stata la 1ª edizione di questo torneo di calcio continentale per squadre nazionali maggiori maschili organizzato dalla CONCACAF.
Il torneo si è disputato in El Salvador dal 23 marzo al 7 aprile 1963 nelle città di San Salvador e Santa Ana. Le otto squadre partecipanti furono divise in due gironi da quattro; le prime due di ogni girone passavano in un girone finale che decretava poi la vincitrice del torneo. Il trofeo fu vinto dalla Costa Rica, che sconfisse per 4-1 i padroni di casa di El Salvador nello scontro decisivo.

## Formula
- Qualificazioni

10 membri CONCACAF: 9 posti disponibili per la fase finale. Costa Rica, El Salvador, Giamaica, Guatemala, Honduras, Messico, Nicaragua e Panama sono qualificati direttamente alla fase finale. Rimangono 2 squadre per 1 posto disponibili per la fase finale. Le qualificazioni si compongono di un unico playoff:
Playoff - 2 squadre, giocano partite di andata e ritorno. La vincente si qualifica alla fase finale.
- Fase finale

Fase a gruppi - 9 squadre, divise in due gruppi (uno da cinque squadre e uno da quattro squadre). Giocano partite di sola andata, le prime due classificate si qualificano al girone finale.
Girone finale - 4 squadre, giocano partite di sola andata. La prima classificata si laurea campione CONCACAF.

## Squadre partecipanti
| Pr. | Squadra          | Data di qualificazione certa | Partecipante in quanto                            | Partecipazioni precedenti al torneo | Ultima presenza |
| --- | ---------------- | ---------------------------- | ------------------------------------------------- | ----------------------------------- | --------------- |
| 1   | Costa Rica       | -                            | Qualificata di diritto                            | -                                   | Esordiente      |
| 2   | El Salvador      | -                            | Qualificata di diritto                            | -                                   | Esordiente      |
| 3   | Giamaica         | -                            | Qualificata di diritto                            | -                                   | Esordiente      |
| 4   | Guatemala        | -                            | Qualificata di diritto                            | -                                   | Esordiente      |
| 5   | Honduras         | -                            | Qualificata di diritto                            | -                                   | Esordiente      |
| 6   | Messico          | -                            | Qualificata di diritto                            | -                                   | Esordiente      |
| 7   | Nicaragua        | -                            | Qualificata di diritto                            | -                                   | Esordiente      |
| 8   | Panama           | -                            | Qualificata di diritto                            | -                                   | Esordiente      |
| 9   | Antille Olandesi | 23 marzo 1963                | Vincente del playoff della fase di qualificazione | -                                   | Esordiente      |

Nella sezione "partecipazioni precedenti al torneo", le date in grassetto indicano che la nazione ha vinto quella edizione del torneo, mentre le date in corsivo indicano la nazione ospitante.

## Stadi
| San Salvador                       | San Salvador Santa Ana | Santa Ana         |
| Estadio Nacional de la Flor Blanca | San Salvador Santa Ana | Estadio Santaneco |
| Capienza: 35.000                   | San Salvador Santa Ana | Capienza: 15.000  |
|                                    | San Salvador Santa Ana |                   |

## Fase finale

### Fase a gruppi

#### Gruppo A

##### Classifica
| Pos | Squadra     | P.ti | G | V | N | P | GF | GS | DR  |
| --- | ----------- | ---- | - | - | - | - | -- | -- | --- |
| 1   | Honduras    | 7    | 4 | 3 | 1 | 0 | 6  | 3  | +3  |
| 2   | El Salvador | 5    | 4 | 1 | 3 | 0 | 10 | 5  | +5  |
| 3   | Panama      | 4    | 4 | 1 | 2 | 1 | 8  | 4  | +4  |
| 4   | Guatemala   | 4    | 4 | 1 | 2 | 1 | 7  | 6  | +1  |
| 5   | Nicaragua   | 0    | 4 | 0 | 0 | 4 | 2  | 15 | -13 |

##### Risultati
| Arbitro: | Buergo |

|                               |           |                        |
| Vega 73’ (rig.) Díaz Gáez 82’ | Marcatori | 48’ Roldán 59’ de León |

| Arbitro: | Soto Paris |

|                                                     |           |              |
| Hernández 4’ Monge 21’, 63’ Ruiz 75’, 87’ Ruano 81’ | Marcatori | 89’ Mendieta |

| Arbitro: | Méndez |

|                     |           |  |
| Rodríguez Reyes 31’ | Marcatori |  |

| Arbitro: | de la Rosa |

|               |           |                    |
| Hernández 87’ | Marcatori | 82’ (aut.) Velasco |

| Arbitro: | Buergo |

|                                         |           |           |
| de León 14’ (rig.) Ewing 71’ Juárez 85’ | Marcatori | 39’ Silva |

| Arbitro: | de la Rosa |

|                           |           |                      |
| Reynosa 30’ Hernández 65’ | Marcatori | 16’ Guerra 27’ Suazo |

| Arbitro: | de la Rosa |

|                                                        |           |  |
| Góyez 11’ Valderrama 41’ Santamaría 45’, 58’ Ponce 71’ | Marcatori |  |

| Arbitro: | Soto Paris |

|                         |           |                    |
| Barahona 28’ Guerra 42’ | Marcatori | 9’ López Contreras |

| Arbitro: | Buergo |

|               |           |          |
| Hernández 24’ | Marcatori | 28’ Peña |

| Arbitro: | Monge |

|             |           |  |
| Edwards 46’ | Marcatori |  |

#### Gruppo B

##### Classifica
| Pos | Squadra          | P.ti | G | V | N | P | GF | GS | DR  |
| --- | ---------------- | ---- | - | - | - | - | -- | -- | --- |
| 1   | Costa Rica       | 5    | 3 | 2 | 1 | 0 | 7  | 0  | +7  |
| 2   | Antille Olandesi | 4    | 3 | 2 | 0 | 1 | 4  | 3  | +1  |
| 3   | Messico          | 3    | 3 | 1 | 1 | 1 | 9  | 2  | +7  |
| 4   | Giamaica         | 0    | 3 | 0 | 0 | 3 | 1  | 16 | -15 |

##### Risultati
| Arbitro: | Isabel Morán |

|                                   |           |           |
| De Lannoy 12’ del Muro 80’ (aut.) | Marcatori | 24’ Ortíz |

| Arbitro: | Méndez Montes de Oca |

|                                                        |           |  |
| Marín 29’, 35’ Gámez 37’, 77’ González 73’ Vázquez 83’ | Marcatori |  |

| Arbitro: | Urtecho |

|                                                                                 |           |  |
| Pereda 4’ Garrido 17’ Ortiz 27’ 35’ (rig.) Cuenca 49’ Díaz 77’, 88’ Morales 80’ | Marcatori |  |

| Arbitro: | de la Rosa |

|                    |           |  |
| Cordero 38’ (rig.) | Marcatori |  |

| Arbitro: | Cárcamo |

|                      |           |              |
| Briesen 8’ Pablo 73’ | Marcatori | 24’ Dinckley |

| Santa Ana 30 marzo 1963 | Costa Rica | 0 – 0 | Messico | Estadio Santaneco\| Arbitro: \| De la Rosa \| |
| Arbitro:                | De la Rosa |       |         |                                               |

### Girone finale

#### Classifica
| Pos | Squadra          | P.ti | G | V | N | P | GF | GS | DR |
| --- | ---------------- | ---- | - | - | - | - | -- | -- | -- |
| 1   | Costa Rica       | 6    | 3 | 3 | 0 | 0 | 7  | 2  | +5 |
| 2   | El Salvador      | 4    | 3 | 2 | 0 | 1 | 7  | 6  | +1 |
| 3   | Antille Olandesi | 2    | 3 | 1 | 0 | 2 | 6  | 5  | +1 |
| 4   | Honduras         | 0    | 3 | 0 | 0 | 3 | 2  | 9  | -7 |

#### Risultati
| Arbitro: | Méndez Montes de Oca |

|                                                  |           |           |
| Testing 2’ de Lannoy 26’ Sillé 64’ Brandborg 89’ | Marcatori | 32’ Suazo |

| Arbitro: | de la Rosa |

|            |           |                                    |
| Chacón 49’ | Marcatori | 17’, 22’, 72’ González 76’ Pearson |

| Arbitro: | Méndez Montes de Oca |

|                    |           |  |
| Walter Pearson 54’ | Marcatori |  |

| Arbitro: | de la Rosa |

|                              |           |  |
| Monge 10’ Hernández 13’, 34’ | Marcatori |  |

| Arbitro: | Corado |

|                                 |           |                        |
| Hernández 14’, 72’ González 62’ | Marcatori | 7’ Pablo 78’ de Lannoy |

| Arbitro: | de la Rosa |

|                         |           |          |
| Córdoba 52’ Jiménez 59’ | Marcatori | 49’ Cruz |

## Statistiche

### Classifica marcatori
8 reti
- Eduardo Hernández

4 reti
- Juan González

3 reti
- Hubert de Lannoy
- Mario Monge
- Guillermo Ortíz

2 reti
- Juan José Gámez
- Édgar Marín
- Walter Pearson
- Rodolfo Ruiz
- Eduardo de León
- Félix Guerra
- Carlos Suazo
- Isidoro Díaz
- Ruben Brandborg
- Eugene Testing
- Juan Santamaría

1 rete
- Mario Cordero
- Enrique Córdoba
- Rubén Jiménez
- Luis Vázquez
- Armando Chacón
- Mauricio González
- César Reynosa
- Alfredo Ruano
- Antony Ewing
- Haroldo Juárez
- Francisco López Contreras
- Hugo Peña
- Jorge Roldán
- Felipe Barahona
- Dolores Cruz
- Nilmo Edwards
- René Rodríguez Reyes
- Locelles Dinckley
- Fernando Cuenca
- Armando Garrido
- Albino Morales
- Vicente Pereda
- Toribio Briesen
- Daniel Pablo
- Juan Maximiliano Pablo
- George Sillie
- Armando Mendieta
- Dámaso Silva
- Adolfo Díaz Gáez
- Luis Góyez
- Luis Carlos Ponce
- Carlos Valderrama
- Everardo Vega

Autoreti
- Benjamín Velasco (pro Panama)
- Jesús del Muro (pro Antille Olandesi)